# Dioskur II. Aleksandrijski
Papa Dioskur II. Aleksandrijski, je 37. papa Aleksandrije i patrijarh svetog Trona sv. Marka. 

## Pregled
Nakon smrti pape Ivana II. (III.) 22. svibnja 516. AD, biskupi Aleksandrije su se sastali sa svećenicima i vjernicima i, prema nekim izvorima, u srpnju 516. AD izabrali miafizita Dioskura za papu Aleksandrije pod imenom Dioskur II.
Ovaj je otac bio blage naravi, a njegovo djelo i znanje bili su izvanredni, i njegov rad je bio izvrstan tijekom njegovog papinstva tako da postoji uvjerenje da nitko nije bio poput njega iz njegove generacije.
Dioskur je bio redovnik koji je bio poznat kao autor mnogih hagiografskih spisa i propovijedi.

Bio je suvremenik  bizantskog cara Anastazija I., koji je preferirao ne-kalcedonske crkve, te Severa Antiohijskog, prvaka miafizitizma u Siriji. 
U drugoj godini od njegovog ustoličenja,  9. srpnja 518. AD, umire car Anastazije I. a na njegovo mjesto dolazi bizantski car Justin I.

## Djelo
Dioskur je bio poznat kao autor mnogih hagiografskih spisa i propovijedi.
Među njegovim prvim djelima, nakon ustoličenja na Tron sv. Marka, bilo je pisanje poslanice svetom ocu Severu Antiohijskom, patrijarhu Antiohije. Ta je poslanica sadržavala vjeru u Sveto Trojstvo kao ravnopravno u Svojoj biti i Božanstvenosti, te objašnjenje Utjelovljenja. Tom prigodom je rekao da je Božja Riječ utjelovljena u ljudskom tijelu savršenom u svemu, da se ujedinila s njim i postala jedan Sin, jedan Krist, jedan Bog, u nerazdvojivom jedinstvu, i da je jedno Trojstvo bilo prije i poslije toga sjedinjavanja, te da utjelovljnje nije napravilo nikakav utjecaj na Njega.
Kad je ova poslanica stigla do sv. Severa, on ju je s radošću pročitao i obzananio je svim poznatim ljudima Antiohije. Osjećao se optimistično pa je napisao sv. Dioskuru odgovor na poslanicu čestitajući mu na njegovom kršćanskom poslanstvu kao i na pravoslavnoj vjeri. Zapovjedio mu je da se ne odvraća od Vjere, da ne skreće s toga puta ni desno ni lijevo, i da bude u stalnoj ovisnosti od svih njenih riječi i djela koje se odnose na Nju (pravoslavnu vjeru), a koju su utemeljili tri stotine i osamnaestero otaca na nicejskom saboru i da se pravilno odnosi prema onome što su zapovijedili u Kanonu.
 Kad je poruka stigla do sv. Dioskura, radosno je primio i izdao zapovijed da se pročita s propovjedaonice tako da je svi ljudi čuju.

## Ostavština
Isto kao i njegov prethodnik Ivan II. (III.) Aleksandrijski bio je čvrst protivnik kalcedonskog vjerovanja i nastavio je održavati zajedništvo s onima koji su prihvatili Henotikonski edikt cara Zenona, a sve to sljedeći put svojih pretodnika, bez nametanja formalne anateme na kalcedonsko vjerovanje. Na taj je način u velikoj mjeri uspio održavati crkvu u miru.

Ovaj je otac neprekidno čitao, učio i poučavao, pa je pozvao i naredio svećenicima u svakom gradu da pastire i čuvaju svoje vjernike. Nakon što je završio svoj put, otišao je u miru.

Tijekom vremena kroz koje je obavljao dužnost pape i patrijarha aleksandrijskog, pored brige za vjernike i širenja evanđelja, vodio je brigu i o održavanju i građenju novih crkava.

## Odlazak
Dioskur II. je ostao na Tronu sv. Marka dvije godine i tri mjeseca i onda otišao u miru 27. listopada 518. AD. (17. dana mjeseca babaha 234. A.M.) Sahranjen je u crkvi sv. Marka u Aleksandriji. Pomen na njega se slavi 27. listopada (17. dan mjeseca babaha prema koptskom računanju vremenaje) i njegovo ime je zapisano u sinaksarionu.

## Vanjske poveznice
- Odlazak sv. Dioskura I.
- Popis aleksandrijskih patrijarha
- Ivan II.
- Odlazak sv. Ivana II.
- Lista papa Aleksandrije

| Koptske pape Aleksandrije  | Koptske pape Aleksandrije           | Koptske pape Aleksandrije |
| -------------------------- | ----------------------------------- | ------------------------- |
| prethodnik Ivan II. (III.) | Aleksandrijske pape 516. - 518. AD. | nasljednik Timotej III.   |